# Kanisjaure
Kanisjaure är en sjö i Kiruna kommun i Lappland och ingår i Torneälvens huvudavrinningsområde. Sjön har en area på 0,269 kvadratkilometer och ligger 458,9 meter över havet.

## Delavrinningsområde
Kanisjaure ingår i det delavrinningsområde (760231-160264) som SMHI kallar för Mynnar i Vuolep Njuorajaure. Medelhöjden är 502 meter över havet och ytan är 5,08 kvadratkilometer. Räknas de 10 avrinningsområdena uppströms in blir den ackumulerade arean 95,9 kvadratkilometer. Kårtjejåkka som avvattnar avrinningsområdet har biflödesordning 3, vilket innebär att vattnet flödar genom totalt 3 vattendrag innan det når havet efter 502 kilometer. Avrinningsområdet består mestadels av kalfjäll (78 procent). Avrinningsområdet har 0,77 kvadratkilometer vattenytor vilket ger det en sjöprocent på 15,1 procent.